# José Inácio da Costa
José Inácio da Costa (Colares, Sintra, 4 de maio de 1836 — Colares, Sintra, 13 de abril de 1896) foi um filantropo, industrial e proprietário republicano do século XIX, natural de Colares, vila onde nasceu e faleceu e que muito estimava, tendo sido um dos seus maiores beneméritos. Foi o principal fundador, proprietário, diretor e administrador da Companhia Nacional de Conservas.

## Biografia
José Inácio foi criado no seio de uma família modesta e ainda jovem, fixou-se em Lisboa onde aprendeu o ofício de latoaria. Um dos grandes proprietários da fábrica onde trabalhava, sem herdeiros, afeiçoou-se ao jovem e legou-lhe todo o seu património fabril. Inácio soube gerir o seu património e diversificou a sua atividade, acumulando uma enorme fortuna. Manteve, apesar de tudo, grande afeição à sua terra natal, onde tem hoje uma rua em seu nome.

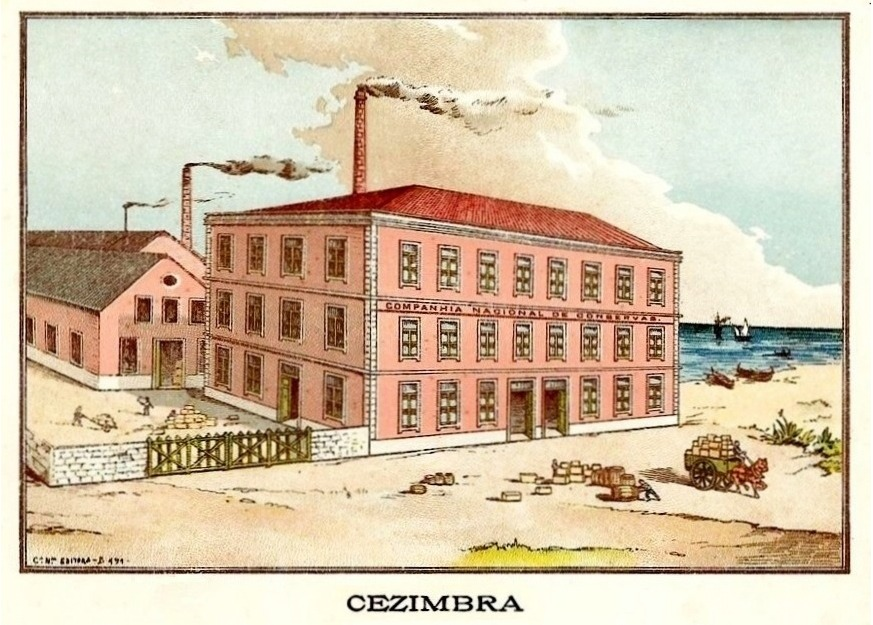
Postal da Companhia Nacional de Conservas, apresentando as instalações de Sesimbra (1891).

Já como reputado industrial, foi um dos fundadores em 1888 da Companhia Nacional de Conservas, sendo proprietário, diretor e administrador, em sociedade com o Conde de Gouveia e os industriais Black e Marcelino de Sousa e, posteriormente, com Francisco Ribeiro da Cunha. A grande companhia, considerada a mais importante do país e que exportava para Inglaterra, França, Espanha, Brasil, Goa, Hong Kong e colónias portuguesas, arrecadava milhões de réis todos os meses. As suas enormes fábricas, já maquinizadas a vapor e extremamente modernizadas, localizavam-se em Setúbal, Sesimbra (dedicada exclusivamente à sardinha) e Lisboa (dedicada a frutas, confeituras, geleias e polpas, frutos secos, azeitonas, legumes, carnes de caça e aves, peixe, ostras, azeites e vinagres, etc.), sendo esta a sede, localizada em Alcântara. Os produtos que provinham destas fábricas, eram de extrema qualidade, recebendo uma medalha de prata, aquando da sua exposição na Exposição Universal de Paris de 1889.

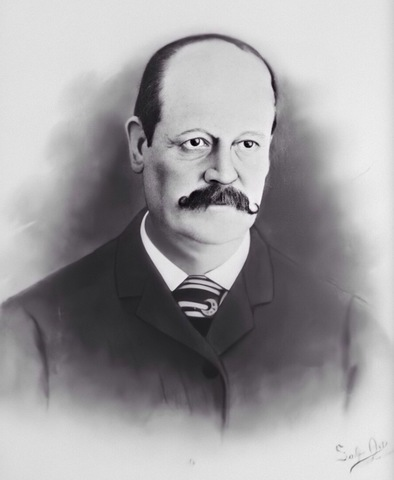
José Inácio da Costa (década de 1890).

Inácio da Costa foi também um republicano convicto, integrante do Club Fernandes Thomaz, onde se faziam conferências públicas de caráter republicano, junto de figuras republicanas ilustres da época, como Manuel de Arriaga, Casimiro Freire, Elias Garcia, Sebastião de Magalhães Lima, Consiglieri Pedroso, Francisco Teixeira de Queirós, Latino Coelho, Castello Branco Saraiva, Alves da Veiga, etc. Foi também sócio da Associação Escolar e Eleitoral Fernandes Thomaz, fecunda e próspera associação em prol da educação das crianças, onde se implementou uma escola que visava ensinar a ler e a escrever os analfabetos, que não tinham acesso à educação e prefaziam a maior parte da população portuguesa, sendo um grande contribuinte da causa. Ao concorrer à eleição municipal de Lisboa como militante da Lista Republicana, contou com 4492 votos, tendo o republicano com mais votos sido Teófilo Braga e o vencedor o monárquico Manuel Bento de Sousa.
No Correio de Cintra, a 19 de abril de 1896 (seis dias após o seu falecimento), encontra-se o seguinte louvor, acerca de Inácio Costa: "Collares, seu berço natal, sua estância favorita que sempre disse querer nela acabar os seus dias, deve-lhe inolvidáveis benefícios, José Ignácio da Costa queria-lhe como um filho quer a uma mãe extremosa; pugnava pelo seu bem-estar, interessava-se com entusiasmo por tudo quando pudesse aumentar as belezas materiais e o prestígio moral. Começando por embelezar a entrada da Vila com uma magnífica vivenda de campo para si e um belo chalet para os seu filhos, continuou, dotando-a com sucessivos melhoramentos, entre os quais avulta o Éden-Hotel. Construiu também duas belas casas para a sociedade Filarmónica e para o teatro. À sociedade musical prestou dedicado patrocínio, já abonando-lhe quantias para fardamentos, já doando-lhe várias ajudas monetárias para a sua manutenção. Foi iniciador do Montepio em Colares, tendo também dotado a corporação de bombeiros Voluntários com uma bela máquina para extinção de incêndios."
Faleceu a menos de um mês de completar 60 anos, na sua residência em Colares, a Villa Costa, tendo sido sepultado no seu jazigo do Cemitério dos Prazeres, em Lisboa.

## Património

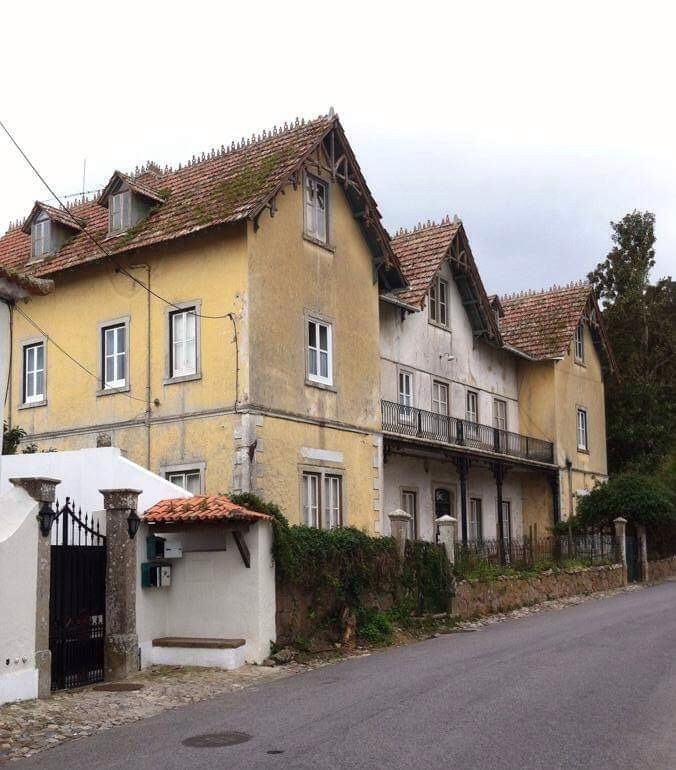
O Éden Hotel nos dias de hoje.

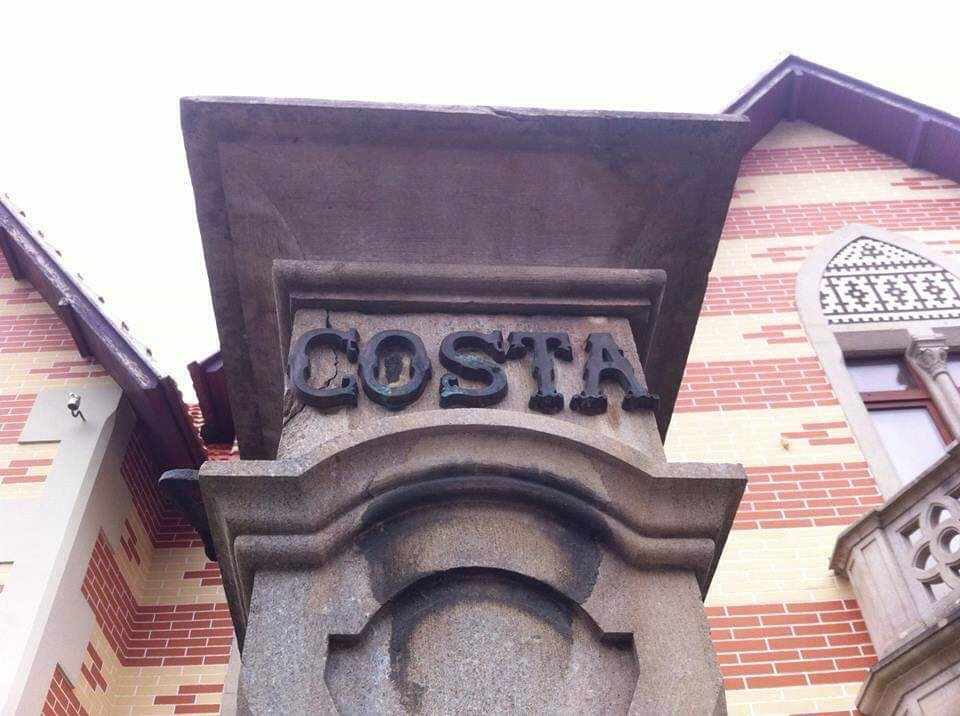
Villa Costa (pormenor da entrada, com o apelido em destaque).

O Chalet de José Inácio, mandado construir em 1885, edificado por mestre Manuel Joaquim de Oliveira, o qual nomeou de Villa Costa (que hoje aloja um estabelecimento de alojamento local, renomeado Villa Vitorino), constitui um exemplar arquitetónico muito interessante, com janelas góticas e decoração vegetalista estilizada dos capitéis patentes nas janelas maineladas, cuja gramática recorda vagamente um certo estilo revivalista. Quase em frente à Villa Costa, duas vivendas geminadas, Ema e Alda, mandadas construir por Inácio para as suas duas netas, Ema Georgina Sales Costa (1882-1952) e Alda de Teves Costa (1884-1960) e que hoje alojam a Farmácia e os Correios de Colares.
O antigo Éden Hotel é um edifício de relevo na memória de Colares burguês e romântico. Foi erguido a partir de 1887, por ter surgido a ideia de dotar Colares de uma unidade hoteleira de categoria superior. Uma vez construído, arrendou-o Manuel Iglésias que se encarregou de o transformar num importante centro de turismo, tendo mais tarde sido vendido ao pintor Veloso Salgado que em Colares se fixou e o transformou numa residência de férias. Enquanto funcionou como hotel, por lá passaram figuras como Alfredo Keil, Conde de Sabugosa, Conde de Valenças, Fidelino de Figueiredo, Amélia Rey Colaço e o marido, Robles Monteiro e até finais da Década de 1950, a equipa do Sport Lisboa e Benfica, então treinada por Otto Glória. Ficaram famosos os saraus de piano, alguns executados pelo grande Vianna da Motta, morador em Colares nessa época, que fizeram do local um recanto aprazível e único.
Mandou construir um prédio de 3 andares na antiga Rua da Santíssima Trindade (hoje Rua Garcia de Orta), o número 35, na freguesia de Santos-o-Velho, em Lisboa, em 1883, para residência da sua família, que foi demolido na segunda metade do século XX. Em 1886 mandou erigir o seu jazigo de família no Cemitério dos Prazeres, um jazigo de capela e subterrâneo que ainda hoje pertence aos descendentes.
José Inácio da Costa esteve também ligado à construção da estrada para a Praia das Maçãs, em 1886, à fundação dos Bombeiros Voluntários e Banda Filarmónica de Colares em 1890 e subsequente financiamento, à restauração da igreja paroquial e à instalação do Banco Montepio em Colares.

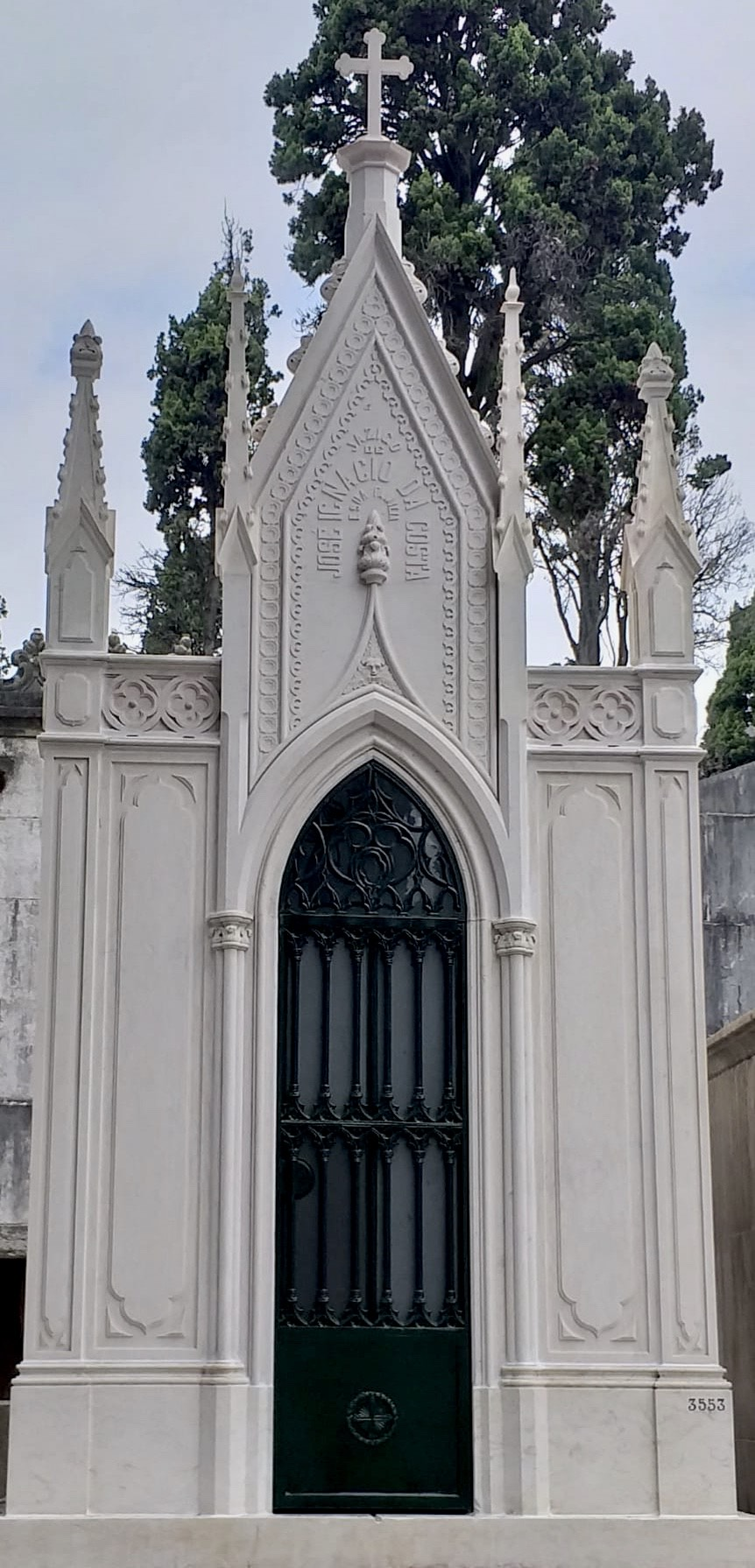
Jazigo da Família Costa, erigido em 1886, no Cemitério dos Prazeres, em Lisboa.

## Família e descendência
Era filho de José da Costa e de Maria Doroteia de Jesus, humildes fregueses de São Martinho, da vila de Sintra, sendo o mais novo de nove irmãos.
Casou com apenas 19 anos, a 4 de junho de 1855, na Igreja de Santa Catarina, em Lisboa, com Ana Paula da Conceição (Olhão, Faro, 23 de julho de 1837 — Santos-o-Velho, Lisboa, 21 de julho de 1908), filha de marinheiros algarvios, José Paulo Pereira e Ana da Conceição Vaz, naturais de Olhão. Deste matrimónio nasceram quatro filhos:
- José Alfredo da Costa (Santa Catarina, Lisboa, 14 de junho de 1857 — Santa Catarina, Lisboa, 8 de fevereiro de 1861), que faleceu de febre catarral maligna;[12][13]
- Eduardo Rodrigues da Costa (Santa Catarina, Lisboa, 2 de junho de 1860 — São Julião, Lisboa, 7 de julho de 1912), que casou com Matilde Emília de Sales (1861-1927), com geração; grande benemérito da vila de Colares, sócio da Real Associação de Bombeiros Voluntários da Ajuda e membro deste corpo, a quem ficou incumbida a chefia da nova esquadra, da qual era Comandante o Infante Afonso de Bragança, Duque do Porto, sendo nomeado Comandante da Associação dos Bombeiros Voluntários de Colares, iniciando-se assim uma caminhada de distintos serviços à comunidade;[14]
- José Inácio Paulo da Costa (Santa Catarina, Lisboa, 1 de março de 1862 — Colares, Sintra, 24 de fevereiro de 1912), que casou com Maria Felisbela de Teves (1865-1954), com geração; entregou em setembro de 1896 no Ministério das Obras Públicas o projeto para a ligação ferroviária de Sintra a Colares e Praia das Maçãs, caminho de ferro de tração reduzida e Sistema americano;[15][16][17]
- Joana Augusta da Costa (Mercês, Lisboa, 6 de janeiro de 1864 – Encarnação, Lisboa, 5 de setembro de 1865).[18][19]